# Liste des aires marines protégées en Arabie saoudite
Voici une liste des aires marines protégées en Arabie saoudite.

## Aires protégées aménagées
- Jabub Letub National Natural Reserve
- Dawat ad Dafi, Dawat al Musallamiyah and Coral Marine Wild Life Sanctuary
- Asir National Park

## Aires protégées, ouProtected Area(PA)
- Khawr Al Ja'afirah Area ans Islands Protected Area
- Al Ahsa Protected Area
- Farasan Island Protected Area (Jizan)
- Umm al Qamari Islands Protected Area

## Autres aires, ouOther Area(OA)
- Abu Ali / Dawhat and Dafi Musallamiyah Complex OA (Province Orientale)
- Abu Duda OA
- Al Hasani and Libana Islands OA
- Al Muwaillih OA (Tabuk)
- Al Uqayr Bay OA (Province orientale)
- Al Wajh Bank OA (Tabuk)
- Arabiyah Island OA
- Ash Shu Aybah and Mas(a)taba OA (Tabuk ?)
- Coastline South of Sharm Zubeir OA
- Harammil Island OA
- Harqus Island OA
- Humaydah Beach OA (Al-Jawf)
- Jana Island OA
- Jeddah Salt Marshes OA
- Jurayd Island OA
- Karan Island OA (Province orientale)
- Khor Amiq and Raqa OA
- Khor al Wahla OA
- Khawr Itwad OA
- Khawr Nahoud
- Khawr Wahlan OA
- Kurayn Island OA (Province orientale)
- Marqa Island OA (Jeddah)
- Maqna North Beach OA (Tabuk)
- Marsa Umm Misk OA
- Marsa Al Usalla OA
- Mastura Beach OA (Médine)
- Mersa Tawil OA
- North and South Sharm Wasm and al Quhma and Qadimbal Islands OA
- North Inner Farasan Bank Reefs and Islands OA (Jizan)
- North Outer Farasan Bank Reefs and Islands OA (Jizan)
- Oreste Point OA
- Qalib Island Chain OA
- Qishran OA
- Ras Abu Madd to Sharm Hasi OA (Tabuk)
- Ras Baridi ans Sharm al Khaur OA (Tabuk)
- Ras Hatiba OA
- Ras Suwayhil OA
- Safiniyah / Manifa Bay Complex OA (? Province orientale)
- Sharm Dumagha ans Sharm Antar OA
- Sharm Habban to Sharm Munaydinah OA
- Sharm Yahar to Sharm Jubba OA
- Sharm Yanbu OA (Médine)
- Sharm Zubayr OA
- Shi'b Abu al Liqa and Shi'b al Kabir OA
- Shi'b Green Reef Complex OA
- Shib al Kabir OA
- South Gulf of Slawah OA
- South Jizan Beach OA
- South Qundifah OA
- Tarut Bay Complex OA (Province orientale)
- Umm Lajj OA (Tabuk)
- Yanbu City Conservation Area OA (Médine)